# Mimemodes megalocephalus
Mimemodes megalocephalus es una especie de coleóptero de la familia Monotomidae.

## Distribución geográfica
Habita en India.